# Mythimna pauper
Mythimna pauper là một loài bướm đêm trong họ Noctuidae.